# Сусень (Васлуй)
Сусень, Сусені (рум. Suseni) — село у повіті Васлуй в Румунії. Входить до складу комуни Бекань.
Село розташоване на відстані 245 км на північний схід від Бухареста, 31 км на південь від Васлуя, 89 км на південь від Ясс, 107 км на північ від Галаца.

## Населення
За даними перепису населення 2002 року у селі проживали 453 особи, усі — румуни. Усі жителі села рідною мовою назвали румунську.